# Kitchee SC
Maillots
Le Kitchee Sports Club (en chinois : 傑志體育會有限公司), plus couramment abrégé en Kitchee SC, est un club hongkongais de football fondé en 1931 et basé dans le quartier de Wan Chai à Hong Kong.

## Palmarès
| \| - Championnat de Hong Kong (12) : - Champion : 1947-48, 1949-50, 1963-64, 2010-11, 2011-12, 2013-14, 2014-15, 2016-17, 2017-18, 2019-20, 2020-21, 2022-23. - Coupe de Hong Kong (6) - Vainqueur : 2011-12, 2012-13, 2014-15, 2016-17, 2017-18 et 2018-19. - Finaliste : 2003-04 et 2013-14. \| \| - Coupe de la Ligue de Hong Kong (3) - Vainqueur : 2005-06, 2006-07 et 2011-12. - Finaliste : 2007-08. \| |  | |
| - Championnat de Hong Kong (12) : - Champion : 1947-48, 1949-50, 1963-64, 2010-11, 2011-12, 2013-14, 2014-15, 2016-17, 2017-18, 2019-20, 2020-21, 2022-23. - Coupe de Hong Kong (6) - Vainqueur : 2011-12, 2012-13, 2014-15, 2016-17, 2017-18 et 2018-19. - Finaliste : 2003-04 et 2013-14. |  | - Coupe de la Ligue de Hong Kong (3) - Vainqueur : 2005-06, 2006-07 et 2011-12. - Finaliste : 2007-08. |

## Personnalités du club

### Présidents
- Ken Ng

### Entraîneurs
| - Chan Hung Ping (2002 - 2003) - Cheng Siu Chung (2003 - 2005) - Dejan Antonić (1 juillet 2005 - 31 décembre 2007) - Chi Kwong Chu (31 décembre 2007 - 30 avril 2008) - Julio César Moreno (1 mai 2008 - 30 mars 2009) - Siu Chung Cheng (31 mars 2009 - 31 juillet 2009) - Josep Gombau (1er août 2009 - 30 avril 2013) - Àlex Gómez (1er juillet 2013 - 14 novembre 2013) | - Siu Chung Cheng (15 novembre 2013 - 23 mai 2014) - Chi Kwong Chu (15 novembre 2013 - 23 mai 2014) - José Francisco Molina (24 mai 2014 - 31 mai 2015) - Abraham García (14 juillet 2015 - 4 mars 2016) - Chi Kwong Chu (5 mars 2016 - 3 juillet 2019) - Blaž Slišković (3 juillet 2019 - 22 mars 2020) - Chi Kwong Chu (23 mars 2020 -) |